# Bisdom Sintang
Het bisdom Sintang (Latijn: Dioecesis Sintangensis) is een rooms-katholiek bisdom met als zetel Sintang, hoofdstad van het regentschap Sintang, in Indonesië. Het bisdom is suffragaan aan het aartsbisdom Pontianak. 

## Geschiedenis
Het bisdom werd opgericht op 11 maart 1948, als de apostolische prefectuur Sintang, uit delen van het apostolisch vicariaat Pontianak. Op 23 april 1956 werd het verheven tot apostolisch vicariaat. Op 3 januari 1961 werd het verheven tot bisdom. 

## Parochies
Het bisdom had in 2022 een oppervlakte van 62.120 km2 en telde 908.656 inwoners waarvan 29,4% rooms-katholiek was.

## Bisschoppen
- Lambertus van Kessel (prefect: 4 juni 1948, vicaris: 23 april 1956, bisschop: 3 januari 1961 - 25 mei 1973)
- Isak Doera (9 december 1976 - 1 januari 1996)
- Agustinus Agus (29 oktober 1999 - 3 juni 2014)
- Samuel Oton Sidin (21 dec 2016 - heden)

## Galerij van afbeeldingen

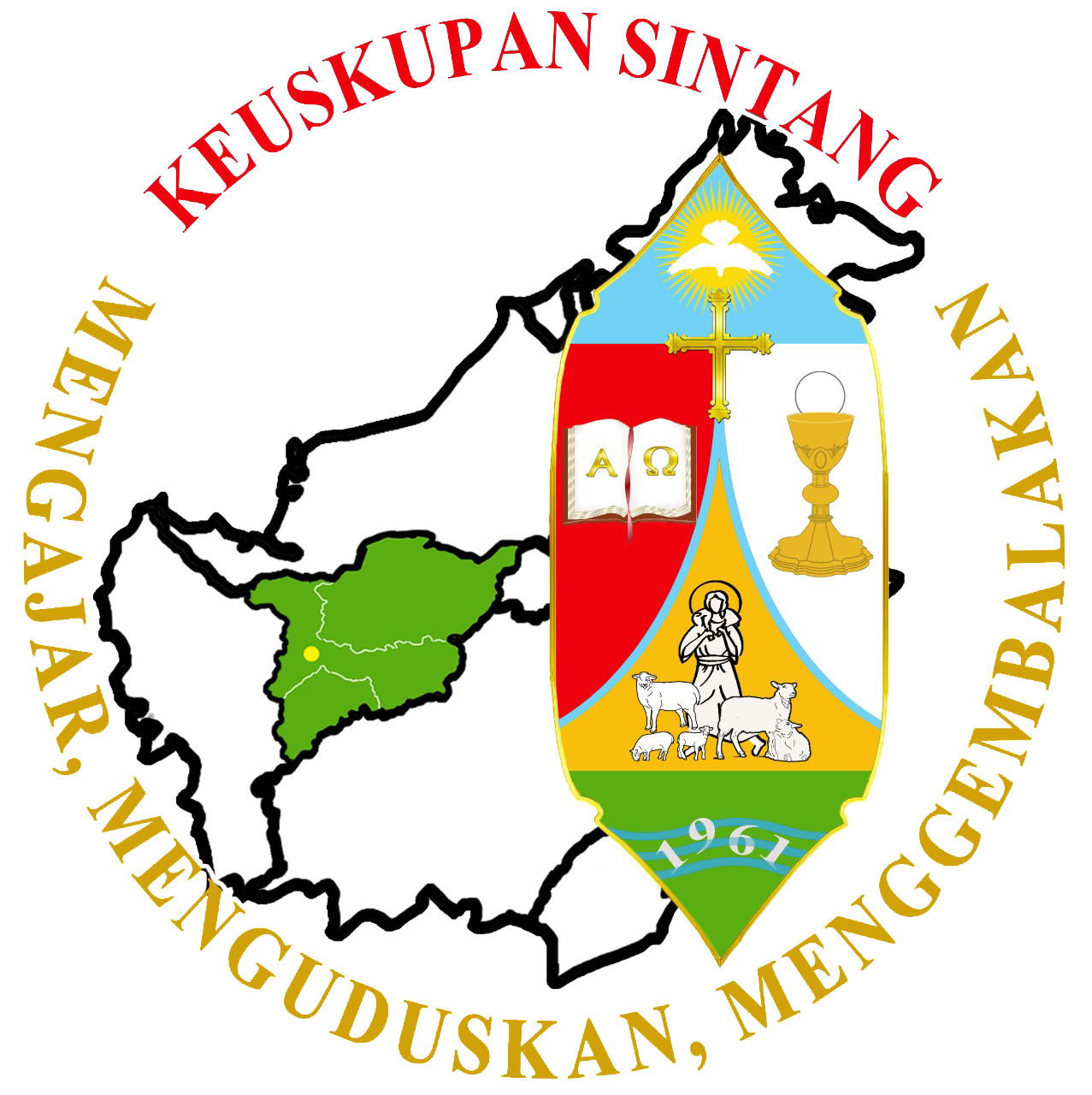
Logo van het bisdom
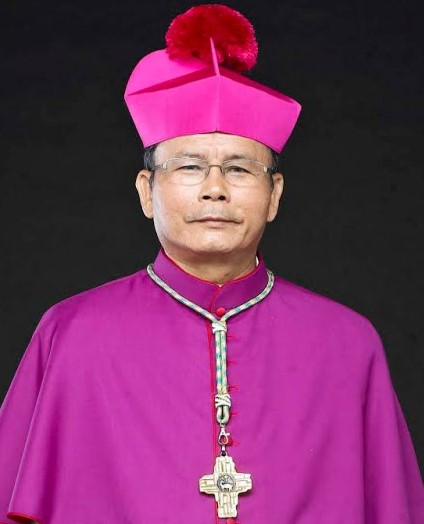
Bisschop Samuel Oton Sidin (2016-heden)
Kerkprovincie met aartsbisdom en suffragane bisdommen

Pontianak (aartsbisdom) · Ketapang · Sanggau · Sintang